# تماشاگه تاریخ
آثار به نمایش گذاشته شده در این گنجینه به تاریخ معاصر ایران (۲۰۰ سال اخیر) اختصاص دارد و شامل ظروف وسایل شخصی ناصرالدین شاه، تابلوهای کمال الملک و ... است . تماشاگه تاریخ از چند خانه تشکیل شده‌است که شامل  سفره‌خانه، چای‌خانه، تماشاخانه، نگارخانه، کتاب‌خانه و ساختمان اصلی است که در مجموع سه طبقه می‌باشند.
این موزه در خیابان ولیعصر – بالاتر از بلوار میرداماد – جنب خیابان قبادیان واقع است.